# Kivenlahti (métro d'Helsinki)
Kivenlahti (en finnois : Kivenlahden metroasema et en suédois : Stensviks metrostation) est une station de métro, terminus du prolongement ouest de l'unique ligne d'infrastructure du métro d'Helsinki. Elle est dessert le quartier d'Espoonlahti dans le district de Suur-Espoonlahti de la municipalité d'Espoo, à l'ouest d'Helsinki, en Finlande.
Sa mise en service a lieu le 3 décembre 2022, à l'ouverture de la deuxième phase du projet Länsimetro.

## Situation sur le réseau

Plan du métro.

Établie en souterrain, Kivenlahti est le terminus ouest de la ligne du métro d'Helsinki avant la station Espoonlahti.

## Histoire
Le chantier de construction débute en 2015. Le parking situé à proximité est réalisé à compter de 2021. L'ouverture de la station est un temps prévue en 2023, lors de l'ouverture à l'exploitation de l'ensemble du prolongement depuis le terminus Matinkylä, en fonction depuis 2017.

Chantier de construction
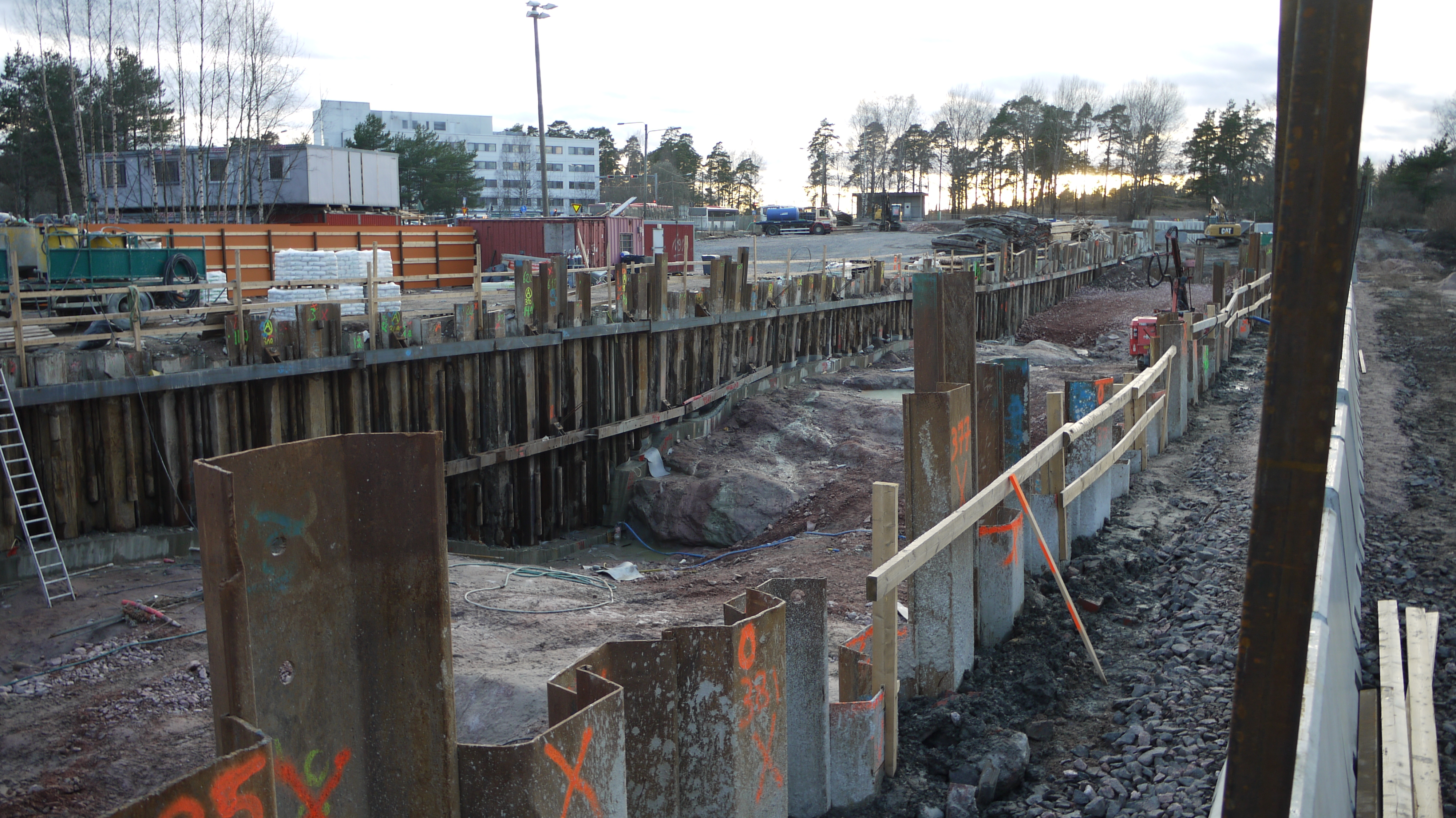
En 2015.
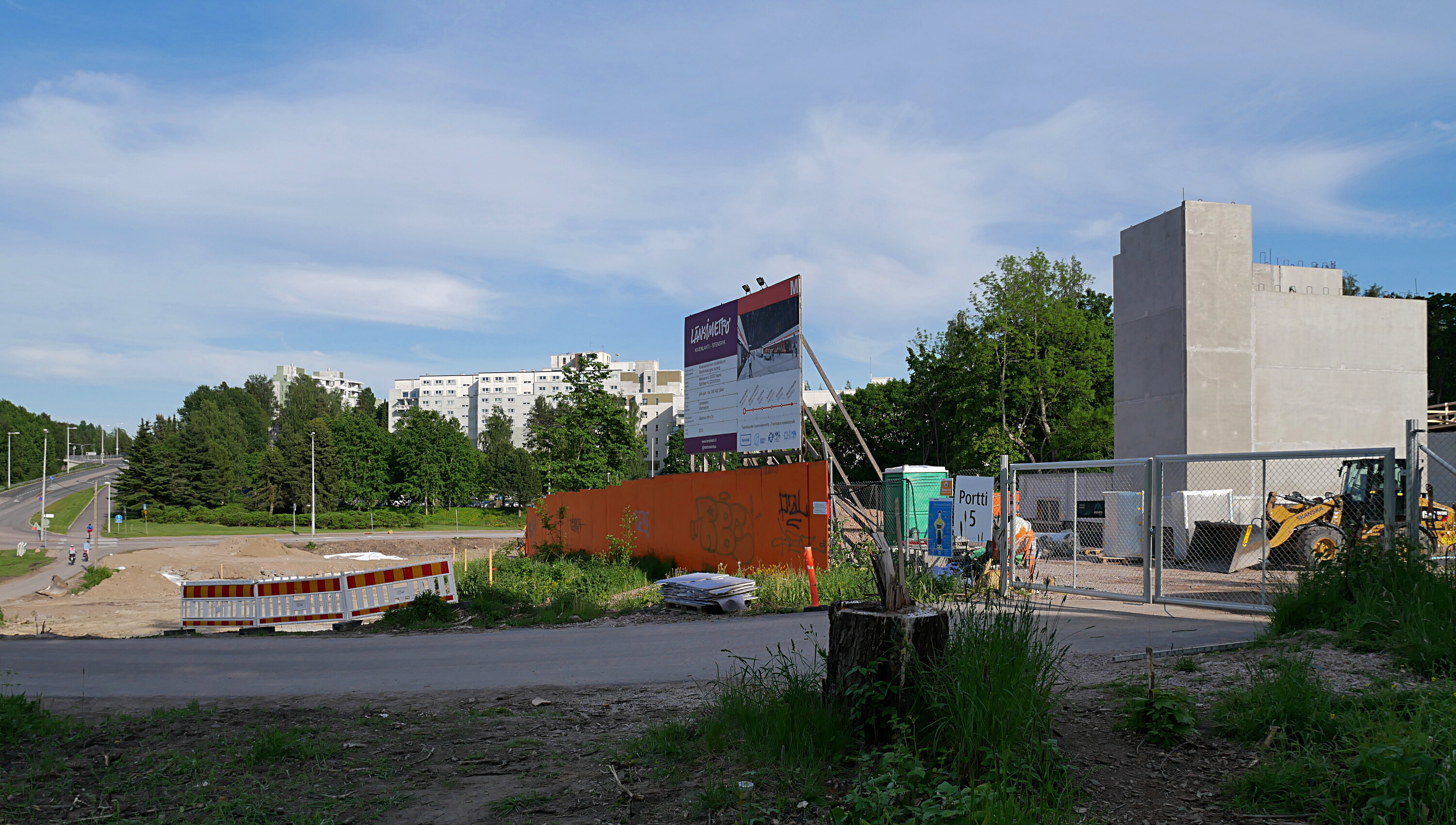
Juin 2020.
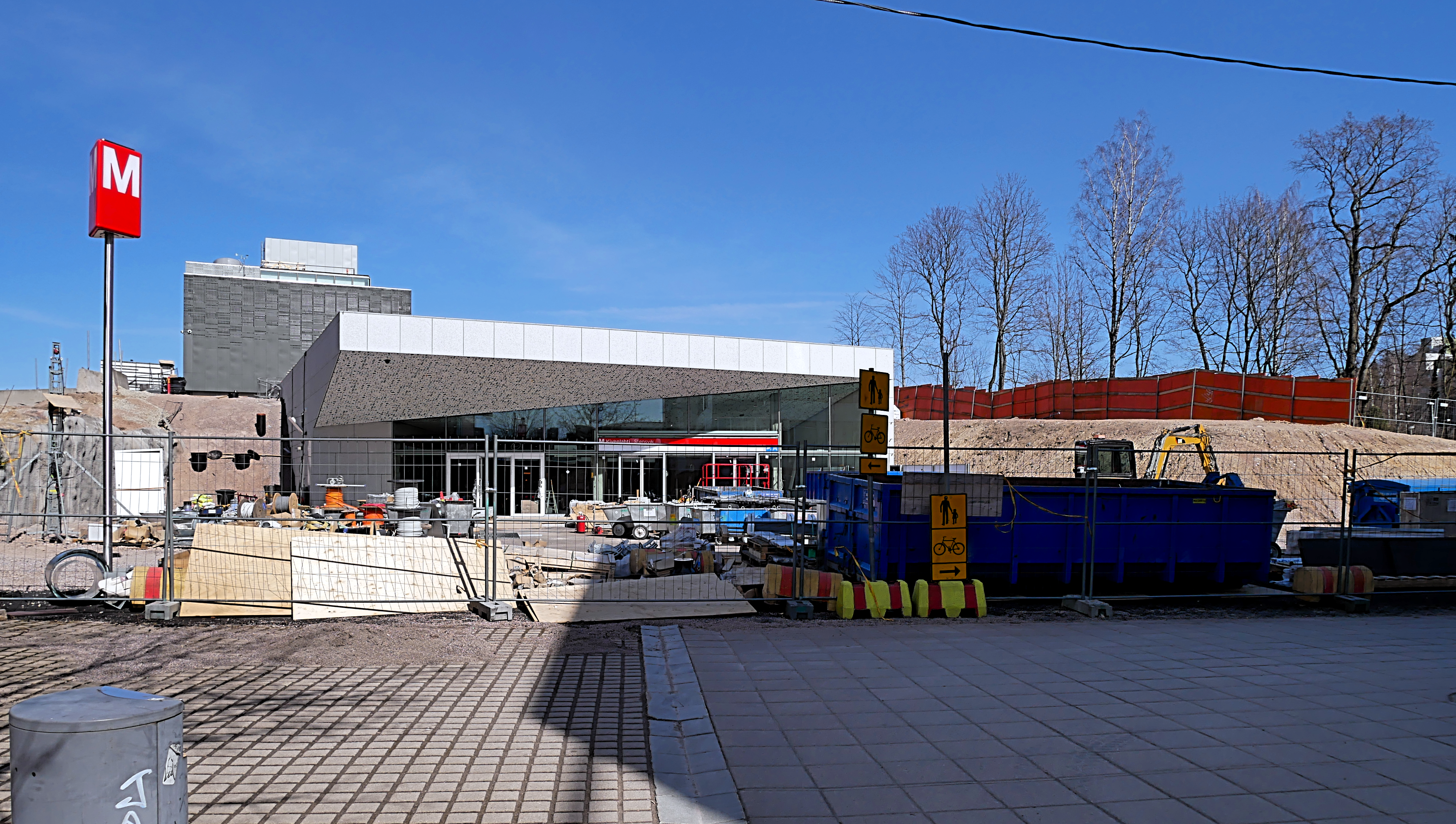
Avril 2021.